# 日立市立駒王中学校
日立市立駒王中学校（ひたちしりつこまおうちゅうがっこう）は、茨城県日立市神峰町3-2-32にある日立市立中学校。

## 概要
駒王中学校は、平沢中学校から分離して開校した。その後、1980年4月に滑川中学校の一部を分離した。2025年4月には、平沢中学校と統合された。
将来的に、助川中学校との統合を予定しており、その際に学校の名称や校章について検討するとしている。
教科教室型の校舎で、生徒が授業ごとに教室を移動する形式となっている。

## 沿革

### 年表

#### 日立市立駒王中学校（第1期）
- 1949年4月5日 - 日立市立駒王中学校が開設される[10]。
- 1975年3月31日 - 日立市立本山中学校を吸収合併する[11]。
- 1981年4月1日 - 情緒障害児学級を設置[12]。
- 1993年8月25日 - 屋内運動場が完成[13]。
- 2003年2月 - 新校舎が完成[14][10]。
- 2015 - 2016年度 - 金融教育研究校に指定[15][16]。
- 2019年度
  - 少人数指導の充実に関する指導方法の実証研究、研究指定校に指定[17]。
  - 特色ある教育活動を推進するための教育課程の工夫改善の在り方、研究指定校に指定[17]。
- 2019 - 2020年度 - 茨城県教育研修センター「教職に関する研究」（研究協力校）に指定[18]。
- 2022年度 - 茨城県教育委員会保健体育課計画訪問、研究指定校に指定[19]。
- 2022年10月3日 - 平沢中学校・駒王中学校統合準備委員会が設置される[6]。
- 2025年3月24日 - 日立市立駒王中学校、閉校式が挙行される[20]。

#### 日立市立駒王中学校（第2期）
- 2025年
  - 4月1日 - 日立市立平沢中学校と統合。統合場所は駒王中学校となり、名称は引き続き日立市立駒王中学校となる[6][21]。
  - 4月7日 - 日立市立駒王中学校、第1回入学式が挙行される[22]。
  - 4月8日 - 日立市立駒王中学校、開校式が挙行される[23]。

## 教育方針
（出典：）
教育目標
「たくましさ」と「しなやかさ」の育成

## 部活動
（出典：）

### 運動部
- サッカー部
- 軟式野球部
- 男子ソフトテニス部
- 女子ソフトテニス部
- 男子バスケットボール部
- 女子バスケットボール部
- 女子バレー部
- 男子卓球部
- 女子卓球部
- 剣道部

### 文化部
- 吹奏楽部
- 文芸部
- 科学研究部

## 通学区域
（出典：）
- 日立市旭町
  - 1丁目
  - 2丁目
- 日立市入四間町
  - 木の根坂
  - 緑ヶ丘
  - 牧場ヶ丘
  - 藤見沢
  - 向陽台
- 日立市鹿島町1丁目1から5番
- 日立市神峰町
  - 1丁目1・2・5から7・10番
  - 2丁目1から9番5号、9番8から14号
  - 3丁目
  - 4丁目
- 日立市幸町
  - 1丁目
  - 2丁目
- 日立市白銀町
- 日立市高鈴町
  - 2丁目
  - 3丁目
  - 4丁目
  - 5丁目（3番除く）
- 日立市滑川町
  - 旧地番（旧国道、所沢川以西）
  - 1丁目2から11番、13・14番
  - 2丁目5から10番
  - 3丁目1から4番33号、5番20号以降
- 日立市東町
- 日立市東滑川町1丁目（4から36番以外）
- 日立市平和町
- 日立市弁天町1丁目1から11番、15から19番
- 日立市宮田町
- 日立市本宮町
  - 1丁目
  - 2丁目
  - 3丁目
  - 4丁目1から29番
  - 5丁目
- 日立市若葉町

## 進学前小学校
- 日立市立中小路小学校
- 日立市立仲町小学校
- 日立市立宮田小学校

## 学区内の主な施設
- 宮田交流センター
- 日立市民会館・中小路交流センター
- 日立市教育プラザ
- 日立市消防本部
- 日立警察署
- 日立市かみね公園
- 日立市郷土博物館
- 吉田正音楽記念館
- 日立シビックセンター（科学館）・日立市立記念図書館
- ヒタチエ
- 茨城県立日立第一高等学校・附属中学校
- 明秀学園日立高等学校

## 交通
- JR常磐線 日立駅から徒歩約20分[27]